# Żółtańce (gmina)
Gmina Żółtańce – dawna gmina wiejska funkcjonująca w latach 1941–1944 pod okupacją niemiecką w Polsce. Siedzibą gminy były Żółtańce.
Gmina Żółtańce została utworzona przez władze hitlerowskie z terenów okupowanych przez ZSRR w latach 1939–1941 (vide rejon kulikowski), stanowiących przed wojną  gminę Kłodno Wielkie oraz część gminy Dzibułki (tylko gromada Wola Żółtaniecka) w powiecie żółkiewskim w woj. lwowskim (obie gminy zniesiono pod okupacją).
Gmina weszła w skład powiatu lwowskiego (Kreishauptmannschaft Lemberg), należącego do dystryktu Galicja w Generalnym Gubernatorstwie. W skład gminy wchodziły miejscowości: Czestynie, Dalnicz, Kłodno Wielkie, Kłodzienko, Nowy Staw, Pieczychwosty, Wola Żółtaniecka i Żółtańce.
| Miejscowości / gromady                                                              | Rejon w ZSRR (1939–1941) | Gmina (II RP)  | Powiat (II RP) |
| ----------------------------------------------------------------------------------- | ------------------------ | -------------- | -------------- |
| Czestynie, Dalnicz, Kłodno Wielkie, Kłodzienko, Nowy Staw, Pieczychwosty i Żółtańce | kulikowski               | Kłodno Wielkie | żółkiewski     |
| Wola Żółtaniecka                                                                    | kulikowski               | Dzibułki       | żółkiewski     |

Po wojnie obszar gminy włączono do ZSRR.